# Zhang Zuolin

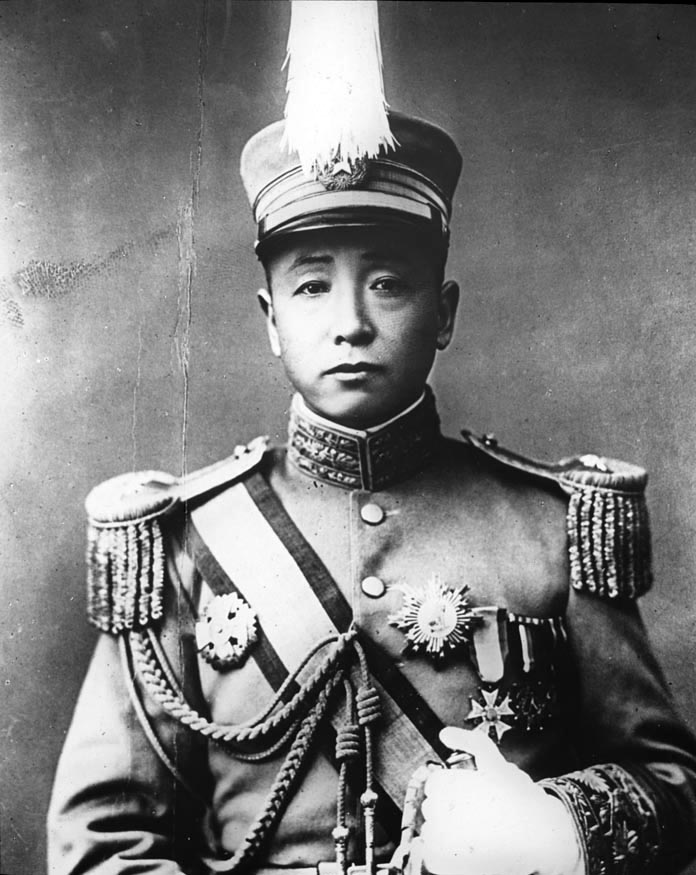
Zhang Zuolin als Herrscher der Mandschurei

Zhang Zuolin (chinesisch 張作霖 / 张作霖, Pinyin Zhāng Zuòlín, W.-G. Chang Tso-lin; Zì 雨亭,  Yŭtíng,  Yü-t'ing; * wahrscheinlich 19. März 1875 in Haicheng, Liaoning; † 4. Juni 1928 in Shenyang, Liaoning), auch bekannt als der Alte Marschall (大帥 / 大帅,  dàshuài,  ta-shuai), Regenmarschall (雨帥 / 雨帅,  yŭshuài,  yü-shuai) oder Mukden-Tiger, war ein chinesischer General und späterer Warlord. Nach der Xinhai-Revolution und der Absetzung der Qing-Dynastie baute er mit japanischer Unterstützung seinen Machtbereich in Nordostchina aus. Zeitweise kontrollierte er das gesamte Gebiet von der Mandschurei bis nach Peking. Er übte erheblichen Einfluss auf die späte Beiyang-Regierung aus und galt mit seiner vergleichsweise modern ausgerüsteten Armee als mächtigster Warlord Chinas. Er kam am 4. Juni 1928 bei einem Bombenanschlag auf seinen Zug nahe Shenyang ums Leben, der häufig der japanischen Kwantung-Armee zugeschrieben wird, mit der er verbündet war. Häufig wird sein offizielles Todesdatum jedoch mit dem 21. Juni 1928 angegeben. Nach seinem Tod übernahm sein Sohn Zhang Xueliang die Kontrolle über seine Truppen und sein Herrschaftsgebiet.

## Herkunft
Über Zhangs Herkunft ist wenig bekannt. Seine Eltern waren arm und konnten sich eine geregelte Ausbildung für ihren Sohn vermutlich nicht leisten. Er schloss sich einer Gruppe Banditen an, deren Anführer er mit Ende zwanzig wurde. Im Russisch-Japanischen Krieg von 1904/05 wurde der Banditentrupp von der Japanischen Armee als Söldner angeheuert. Gegen Ende der Qing-Dynastie hatte es Zhang geschafft, dass seine Männer als ein Regiment der regulären chinesischen Armee anerkannt wurden. Als Ende 1911 im chinesischen Kernland Kämpfe ausbrachen, besetzte er mit 3500 Soldaten Fengtian, das politische Zentrum der Mandschurei.
Die Regierung der neu gegründeten Republik China setzte einen neuen Militärkommandeur in der Mandschurei ein, aber in der Praxis hielten die Truppen Zhang die Treue. 1915 wollte die Zentralregierung den Kommandeur austauschen und befahl Zhang, seine Soldaten in die Provinz Hubei in Zentralchina zu verlegen. Zhang weigerte sich. Im April 1916 räumte der neuberufene Kommandeur seinen Posten und Zhang Zuolin wurde Zivil- und Militärgouverneur der Provinz Fengtian. In den meisten anderen Provinzen war es üblich, dass sich zwei Gouverneure diese Aufgaben teilten. Gegen Ende desselben Jahres erklärte die Division, die in der nördlichsten Provinz der Mandschurei, Heilongjiang, stationiert war, ihre Loyalität gegenüber Zhang; 1918 geschah dasselbe in der Provinz Jilin, so dass nun die gesamte Mandschurei unter seiner Kontrolle stand.

## Festung Mandschurei
1920 – er war Ende 40 – galt Zhang als der oberste Herrscher der Mandschurei. Die Zentralregierung erkannte diese Tatsache an, indem sie ihn zum Generalgouverneur der drei Ostprovinzen ernannte. Er fing an, ein Leben in Luxus zu führen, baute sich ein Schloss nahe Shenyang und nahm sich mindestens fünf Frauen, letzteres damals eine durchaus übliche Praxis mächtiger und reicher Männer. 1925 wurde sein persönliches Vermögen auf über 18 Millionen Yuan geschätzt, was in etwa 9 Millionen US-Dollar entsprach.
Zhangs Herrschaft stützte sich auf die Fengtian-Armee, die 1922 etwa 100.000 Mann zählte und gegen Ende des Jahrzehnts nahezu dreimal so groß war. Sie hatte zahlreiche Waffen aus den Überbleibseln des Ersten Weltkriegs erworben, umfasste sogar Marineeinheiten, eine Luftwaffe sowie eine eigene Rüstungsindustrie. Zhang band eine große Zahl lokaler Milizen in seine Armee ein und verhinderte so, dass die Mandschurei in demselben Chaos versank, das damals im chinesischen Kernland herrschte. Die Provinz Jilin wurde von einem Militärgouverneur regiert, von dem es hieß, er sei ein Cousin von Zhang. Heilongjiang unterstand einem eigenen Warlord, der jedoch keinerlei Machtstreben nach Gebieten außerhalb der Provinz zeigte.
Obwohl die Mandschurei formell ein Teil der Republik China blieb, bildete sie ein mehr oder weniger unabhängiges Reich, das durch seine Geographie von China isoliert war und von der Fengtian-Armee geschützt wurde. Der einzige Zugang am Shanhai-Pass bei Shanhaiguan, wo die Große Mauer aufs Meer stößt, konnte leicht geschlossen werden. In einer Zeit, in der die Zentralregierung kaum noch in der Lage war, die Gehälter ihrer Beamten zu bezahlen, wurden keine Steuereinnahmen mehr nach Peking weitergeleitet. 1922 übernahm Zhang nördlich der Großen Mauer die Kontrolle über die einzige Bahnverbindung, die Peking mit Shenyang verband, und behielt ebenfalls die Einnahmen. Nur Post- und Zolleinnahmen gingen weiterhin nach Peking, weil sie nach dem Boxeraufstand von 1900 an ausländische Mächte verpfändet worden waren, deren Intervention Zhang fürchtete.

## Japanische und russische Einflüsse
Die Mandschurei besaß eine lange Grenze mit Russland, das nach der Oktoberrevolution geschwächt war. Die von Russen kontrollierte Ostchinesische Eisenbahn verlief durch die nördliche Mandschurei, und das Gelände zu beiden Seiten der Eisenbahnlinie galt als russisches Territorium. Zwischen 1917 und 1924 hatte die neue kommunistische Regierung während des russischen Bürgerkriegs jedoch Schwierigkeiten, sich in Sibirien zu etablieren, dass häufig nicht klar war, wer eigentlich auf russischer Seite die Eisenbahn betrieb. Trotzdem vermied es Zhang, die Russen herauszufordern, und nach 1924 gelang es den Sowjets, die Kontrolle über diese Eisenbahnstrecke wiederzugewinnen.
Wie instabil die Lage trotzdem war, zeigte im Oktober 1920 ein Ausbruch von Lungenpest in Hailar, einer Stadt am Westende der Ostchinesischen Eisenbahn. Chinesische Truppen hielten sich hier in großer Zahl auf und verwandelten die Quarantänemaßnahmen in eine Farce. Die Soldaten befreiten einige ihrer Kameraden, die als Kontaktpersonen inhaftiert worden waren, und flohen in die Bergbaustadt Dalainor am Amur-Fluss, wo ein Viertel der Bevölkerung starb. In der anderen Richtung wurden sämtliche Orte entlang der Ostchinesischen Eisenbahn bis Wladiwostok infiziert. Insgesamt starben etwa 9000 Personen, andererseits gelang es nur wenigen Kontaktpersonen, die südliche Mandschurei zu erreichen.
Die Japaner stellten ein größeres Problem dar. Nach dem Russisch-Japanischen Krieg von 1904/05 bekam Japan zwei wichtige Gebiete in der südlichen Mandschurei zugesprochen. Das Kwantung-Pachtgebiet umfasste eine 565 Quadratkilometer große Halbinsel im äußersten Süden der Mandschurei. Dazu gehörte der eisfreie Hafen von Dairen, der die wichtigste Verbindung nach Japan darstellte. Von hier aus verlief die Südmandschurische Eisenbahn über Shenyang nach Changchun, wo sie auf die Ostchinesische Eisenbahn stieß. Das Land auf beiden Seiten der Gleise blieb extraterritorial und wurde nun von der japanischen Kwantung-Armee kontrolliert, der in der Mandschurei zwischen 7000 und 14.000 Mann unterstanden. Sie vermied Konflikte mit der Fengtian-Armee, obwohl Zhang die Japaner beständig verbal angriff, wobei er auf die anti-japanische Stimmung in der chinesischen Öffentlichkeit setzte.

## Reform des Staatswesens
Zu Beginn der 1920er-Jahre verwandelte Zhang die Mandschurei von einer unbedeutenden Grenzregion in eine der wirtschaftlich blühendsten Regionen Chinas. Er hatte eine finanziell schwache Provinzregierung übernommen. 1917 standen allein zehn Anleihen von ausländisch kontrollierten Konsortien und Banken für über 12 Millionen Yuan aus. Um die Finanzen der Provinz Fengtian in Ordnung zu bringen, ernannte Zhang Wang Yongjiang, der bis dahin ein regionales Finanzamt geleitet hatte, zum Direktor der Finanzbehörde.
In der Provinz zirkulierten – wie in China üblich – eine Reihe von Währungen, wobei das von der Provinzregierung herausgegebene Papiergeld ständig an Wert verlor. Wang entschied sich, zu einem Silberstandard zu wechseln, und setzte den anfänglichen Wert des neuen Silber-Yuans mit dem japanischen Gold-Yen, der in ganz Korea und der Mandschurei akzeptiert wurde, gleich. Sehr zur Überraschung der Chinesen gewann die neue Währung sogar an Wert gegenüber dem Yen, obwohl japanische Geschäftsleute behaupteten, dass sie nicht durch genügend Silberreserven gestützt werde. Wang nutzte die neu erworbene Glaubwürdigkeit aus, um noch eine weitere Währung einzuführen, den Fengtian-Dollar. Diese Währung war nicht in Silber konvertierbar, wurde jedoch für Steuerzahlungen akzeptiert. Die Regierung setzte so ein deutliches Zeichen, dass sie ihrer eigenen Währung traute.
Als Nächstes wandte Wang sich dem chaotischen Steuereinnahmesystem zu. Durch seine frühere Tätigkeit war er mit den Mängeln des Systems vertraut und führte eine Reihe von Kontrollen ein. Die Provinzregierung hatte sich auch an verschiedenen Unternehmen beteiligt, die häufig schlecht geführt waren. Wang ordnete eine komplette Revision dieser staatlich unterstützten Unternehmen an. Ab 1918 stiegen die Staatseinnahmen stetig, drei Jahre später waren sämtliche ausstehenden Anleihen zurückgezahlt worden und im Haushalt ergab sich sogar ein Überschuss. Wang wurde für seine Leistungen belohnt, indem er 1921 zum Zivilgouverneur der Provinz Fengtian ernannt wurde, während er seinen Posten als Leiter der Finanzbehörde behielt; Zhang blieb Militärgouverneur von Fengtian. Immer noch blieben mehr als zwei Drittel des Haushalts dem Militär vorbehalten.

## Krieg in Nordchina
Im Sommer 1920 unternahm Zhang einen Ausfall nach Nordchina auf der anderen Seite der Großen Mauer, wo er versuchte, Duan Qirui, den wichtigsten Warlord von Peking, zu stürzen. Dazu unterstützte er einen anderen Warlord, Cao Kun, mit Truppen, und gemeinsam vertrieben sie Duan. Zur Belohnung erhielt Zhang die Kontrolle über den größten Teil der Inneren Mongolei, die im Westen an die Mandschurei anschließt. Zhang war zu einer Figur von nationaler Bedeutung aufgestiegen, aber er wurde nun von einem Divisionskommandeur der nordchinesischen Zhili-Fraktion, Wu Peifu, herausgefordert (Zhili lautet der Name der Gegend um Peking). Im Frühjahr 1922 übernahm Zhang persönlich das Oberkommando über die Fengtian-Armee und marschierte am 19. April in das chinesische Kernland ein. Die Kämpfe im Ersten Zhili-Fengtian-Krieg begannen drei Tage später, und am 4. Mai erlitt seine Armee eine schwere Niederlage durch die Zhili-Armee. 3000 Soldaten waren getötet und weitere 7000 verwundet worden, so dass die Einheiten Zhāngs sich zum Shanhaiguan-Pass zurückziehen mussten. Einheiten der Zhili-Armee kontrollierten Peking, Zhangs Ruf als nationaler Führer war zerstört, und er erklärte seinerseits im Mai 1922 die Mandschurei für unabhängig.
Zivilgouverneur Wang verließ Shenyang am 22. Juni und begab sich in das japanisch kontrollierte Dalian, angeblich um eine Augenentzündung behandeln zu lassen. Von dort aus forderte er Zhang heraus, indem er Begrenzungen der Militärausgaben und eine komplette Kontrolle über die zivilen Angelegenheiten verlangte. Zhang – einer der am meisten gefürchteten Warlords Chinas – gab nach, hob das Kriegsrecht auf und stimmte einer Trennung der militärischen und zivilen Verwaltung in allen drei Provinzen zu. Wang kehrte am 6. August zurück und garantierte so die weitere Stabilität der Mandschurei.

## Regionalentwicklung
Wang setzte in den nächsten Jahren weit gehende Pläne um. Er versuchte, der aufblühenden mandschurischen Wirtschaft weitere Arbeitskräfte zuzuführen. Die meisten Arbeiter waren bis dahin während der Saison gekommen und im Winter in ihre nordchinesische Heimat zurückgekehrt. Nun wurden sie von der mandschurischen Regierung ermutigt, Frauen und Kinder mitzubringen und sich auf Dauer anzusiedeln. Auf Eisenbahnlinien in chinesischem Eigentum bezahlten sie einen reduzierten Fahrpreis. Sie erhielten Geld, um sich eine Hütte zu bauen, deren Eigentum nach fünf Jahren ununterbrochenen Bewohnens auf sie übergehen sollte. Pachtzahlungen wurden in den ersten Jahren ausgesetzt. Die meisten Einwanderer wurden ins Innere der Mandschurei geschickt, wo sie neues Land unter den Pflug nahmen oder in der Forstwirtschaft beziehungsweise im Bergbau arbeiteten. Zwischen 1924 und 1929 nahm die kultivierte Fläche von 20 auf 35 Millionen Hektar zu.
Die mandschurische Wirtschaft wuchs, während im restlichen China Chaos und Unsicherheit herrschten. Ein besonders ehrgeiziges Projekt war, das japanische Monopol auf Baumwolltextilien zu brechen, indem eine große Spinnerei und Weberei geschaffen wurde, was sehr zum japanischen Verdruss gelang. Die Regierung investierte auch in anderen Firmen, darunter eine Anzahl von chinesisch-japanischen Gemeinschaftsunternehmen. In dieser Zeit hielt die Fengtian-Armee erfolgreich die zahlreichen mandschurischen Banditen in Schach. Verschiedene Eisenbahnlinien wurden gebaut, darunter die Strecke von Shenyang nach Hailong, die 1925 eröffnet wurde. 1924 fusionierte Wang drei regionale Banken zur Offiziellen Bank der Drei Östlichen Provinzen und ernannte sich persönlich zum Generaldirektor. Auf diese Weise versuchte er einerseits eine Entwicklungsbank zu schaffen und andererseits eine Kontrolle über die Militärausgaben zu erreichen.

## Der Anfang vom Ende
Nach der katastrophalen Niederlage von 1922 hatte Zhang die Fengtian-Armee neu geordnet, ein Ausbildungsprogramm gestartet und neue Ausrüstung, wie Funkgeräte und Maschinengewehre, angeschafft. Im Herbst 1924 brachen neue Kämpfe in Zentralchina aus, und Zhang sah die Gelegenheit, Nordchina mit Peking zu erobern und zum Oberhaupt der Zentralregierung aufzusteigen. Während die Armeen der meisten Warlords am Jangtsekiang kämpften, fiel Zhang mit seinen Truppen in Nordchina ein. Der Zweite Zhili-Fengtian-Krieg hatte begonnen. In einem Überraschungs-Coup stürzte ein Zhili-Kommandeur, Feng Yuxiang, Wu Peifu und übernahm die Kontrolle über Peking. Er teilte sich die Macht mit Zhang und beide setzten eben den Duan Qirui ein, den Zhang 1920 vertrieben hatte. Im August 1925 kontrollierte die Fengtian-Armee vier große Provinzen innerhalb der Großen Mauer (Zhili, wo Peking lag, wenn auch nicht Peking selbst, Shandong, Jiangsu und Anhui). Eine Einheit marschierte sogar im Süden bis nach Shanghai. Aber die militärische Lage war so instabil, dass es dem Warlord Sun Chuanfang, dessen Einflusssphäre sich entlang des Yangtze erstreckte, gelang, die Fengtian-Armee wieder zurückzudrängen. Im November hielt Zhang nur noch eine kleine Ecke Nordchinas samt einem Korridor, der die Mandschurei mit Peking verband. Die Angriffe auf Peking gingen bis ins Frühjahr 1926 weiter.
Die Mandschurei wurde wieder unter Kriegsrecht gestellt, während ihre Wirtschaft unter der Last der unersättlichen Kriegsmaschine zerfiel. Alte Steuern wurden erhöht und neue Steuern erfunden. Zhang verlangte, dass weiteres Papiergeld gedruckt wurde, das nicht mehr durch Silberreserven gedeckt war. Eine ernste Krise trat im November 1925 ein, als ein Divisionskommandeur revoltierte, seinen Truppen befahl umzukehren und auf Shenyang zu marschieren. Die Japaner verstärkten als Reaktion darauf ihre Truppen, um ihre Interessen in der Mandschurei zu schützen, aber Zhang gelang es, die Revolte im Dezember niederzuschlagen. Als noch ernster erwies sich, dass der oberste, zivile Beamte der Mandschurei, Zivilgouverneur Wang Yongjiang, erkannte, dass die Arbeit von neun Jahren umsonst gewesen war. Er verließ Shenyang im Februar 1926 und reichte seine Kündigung ein. Diesmal reagierte er nicht, als Zhang ihn bat zurückzukehren. Wang starb am 1. November 1927 an Nierenversagen.

## Der ökonomische Kollaps
Im März 1926 wurde ein neuer Zivilgouverneur ernannt, dessen einzige Aufgabe darin bestand, den Finanzbedarf der Armee zu befriedigen. Er ließ neue Provinzanleihen ausgeben und zwang Geschäftsleute und Kommunen dazu, sie zu zeichnen. Anfang 1927 stieg er sogar in den Opiumhandel ein, indem er kostspielige Lizenzen für den Verkauf und Konsum von Opium vertrieb. Bankreserven und Eisenbahneinnahmen wurden geplündert und gleichzeitig noch mehr Papiergeld ausgegeben. Am besten lässt sich der wirtschaftliche Niedergang der Mandschurei am Kurs des Fengtian-Dollars (Yuan) ablesen, der anfangs genauso viel wie ein japanischer Gold-Yen wert gewesen war. Im Februar 1928 mussten für einen Yen 40 Yuan bezahlt werden. In diesem Winter kollabierte die mandschurische Wirtschaft. Arbeiter streikten, und hungrige Einwanderer fluteten zurück nach Shenyang, weil sie keine Arbeit gefunden hatten.
Im Juni 1926 war es Zhang gelungen, Peking zu erobern. Ein Jahr später erklärte er sich zum Großmarschall der Republik China und regierte ein Gebilde, das immer noch international als Chinas legitime Regierung anerkannt war. Aber eine Allianz von Warlords, die von Chiang Kai-shek angeführt wurde, griff seine Truppen an, und im Mai 1928 musste sich Zhangs Fengtian-Armee aus Peking zurückziehen. Zusätzlich übte Japan Druck auf Zhang aus, Peking zu verlassen und sich in die Mandschurei zurückziehen, wozu es seine Truppen in Tianjin verstärkte. Er verließ Peking am 3. Juni 1928.
Am nächsten Morgen erreichte sein Zug die Vororte von Shenyang. Hier verlief die Strecke unter der Südmandschurischen Eisenbahn hindurch, die von Japan betrieben wurde. Ein Offizier der japanischen Kwantung-Armee, Oberst Kōmoto Daisaku, hatte hier eine Bombe gelegt, die explodierte, als Zhangs Zug unter dem Viadukt durchfuhr. Zwei Wochen lang wurde Zhangs Tod geheim gehalten, während ein Machtkampf ablief. Offiziell soll Zhang deswegen erst am 21. Juni 1928 gestorben sein, wie in einem Kommuniqué der Fengtian-Armee behauptet wurde. Auf Zhang folgte der älteste Sohn seiner offiziellen Ehefrau, Zhang Xueliang.